# サッカーCIS代表
サッカーCIS代表（サッカーシーアイエスだいひょう、ロシア語: Сборная СНГ по футболу）は、独立国家共同体（略称:CIS）におけるサッカーのナショナルチームである。ソビエト連邦崩壊後、1992年に存在した。

## 概要
バルト三国（ラトビア,リトアニア,エストニア）を除く旧ソビエト連邦の構成国が参加した臨時編成チームである。ソビエト連邦サッカー連盟が1992年1月1日に解散したため、1月11日に独立国家共同体サッカー連盟が結成され、2日後の1月13日にFIFAに加盟した。
1992年当時は旧ソビエト連邦構成12国のうちグルジアSSRを前身とするジョージアがCISに加盟していなかった（翌1993年に加盟、2009年に脱退する）が、同国からもカハベル・チャターゼが選出されている。そのため、同年のアルベールビルオリンピックとバルセロナオリンピックで臨時に編成されたEUN（フランス語で「統一チーム」を表す"Équipe Unifiée"から命名されたIOCコード）と同様、厳密には「CIS代表」とは言えないがこの代表チームでは政治的枠組みと無関係にサッカー連盟の名称をそのまま採った「CIS」が使用されていた。アンセムはソビエト連邦の国歌が使えないため、ベートーヴェンの交響曲第9番が代わりに使用された。
前身のソビエト連邦代表だった時期に、UEFA EURO '92予選を勝ち抜き本大会に出場する事になったため、UEFA EURO '92はCIS代表として出場した。CIS代表は既に8月を以てロシア代表に編入される事が決まっていたため、CIS代表として出場した国際大会はこれが最初で最後となった。初戦のドイツ戦ではイーゴリ・ドブロヴォリスキーのゴールで1-1の引き分け、続くオランダ戦は0-0のスコアレスドロー、そして決勝トーナメントをかけたスコットランド戦（1992年6月18日）では0-3と完敗し、約半年の歴史に幕を下ろした。

## UEFA EURO '92代表メンバー
年齢は、1992年6月10日、UEFA EURO '92開幕時点。

試合数は、ソビエト連邦代表時代も含む。

監督:アナトリー・ブイショヴェツ
| No. | Pos. | 選手名                       | 原語表記             | 生年月日（年齢）       | 出場数 | 在籍クラブ                     |
| --- | ---- | ---------------------------- | -------------------- | ---------------------- | ------ | ------------------------------ |
| 1   | GK   | ドミトリー・ハーリン         | Дмитрий Харин        | 1968年8月16日（23歳）  | 12     | CSKAモスクワ                   |
| 2   | DF   | アンドレイ・チェルニショフ   | Андрей Чернышов      | 1968年1月7日（24歳）   | 23     | FCスパルタク・モスクワ         |
| 3   | DF   | カハベル・チャターゼ         | Кахабер Цхададзе     | 1968年9月7日（23歳）   | 5      | FCスパルタク・モスクワ         |
| 4   | DF   | アフリク・ツベイバ           | Ахрик Цвейба         | 1966年9月10日（25歳）  | 22     | FCディナモ・キーウ             |
| 5   | DF   | オレグ・クズネツォフ         | Олег Кузнецов        | 1963年3月22日（29歳）  | 60     | グラスゴー・レンジャーズFC     |
| 6   | MF   | イーゴリ・シャリモフ         | Игорь Шалимов        | 1969年2月2日（23歳）   | 23     | USフォッジャ                   |
| 7   | MF   | アレクセイ・ミハイリチェンコ | Олексій Михайличенко | 1963年3月30日（29歳）  | 38     | グラスゴー・レンジャーズ       |
| 8   | FW   | アンドレイ・カンチェルスキス | Андрей Канчельскис   | 1969年1月23日（23歳）  | 20     | マンチェスター・ユナイテッドFC |
| 9   | MF   | セルゲイ・アレイニコフ       | Сяргей Алейнікаў     | 1961年11月7日（30歳）  | 75     | USレッチェ                     |
| 10  | MF   | イーゴリ・ドブロヴォリスキー | Игорь Добровольский  | 1967年8月27日（24歳）  | 26     | セルヴェットFC                 |
| 11  | FW   | セルゲイ・ユラン             | Серге́й Юра́н          | 1969年6月11日（22歳）  | 13     | SLベンフィカ                   |
| 12  | GK   | スタニスラフ・チェルチェソフ | Станислав Черчесов   | 1963年9月2日（28歳）   | 10     | FCスパルタク・モスクワ         |
| 13  | FW   | セルゲイ・キリアコフ         | Серге́й Кирьяко́в      | 1970年1月1日（22歳）   | 8      | FCディナモ・モスクワ           |
| 14  | FW   | ウラジーミル・リューティ     | Владимир Лютый       | 1962年4月20日（30歳）  | 5      | MSVデュースブルク              |
| 15  | FW   | イーゴリ・コリバノフ         | И́горь Колыва́нов      | 1968年3月6日（24歳）   | 22     | フォッジャ                     |
| 16  | MF   | ドミトリー・クズネツォフ     | Дмитрий Кузнецов     | 1965年8月28日（26歳）  | 17     | RCDエスパニョール              |
| 17  | MF   | イーゴリ・コルネーエフ       | Игорь Корнеев        | 1967年9月4日（24歳）   | 5      | RCDエスパニョール              |
| 18  | DF   | ヴィクトル・オノプコ         | Виктор Онопко        | 1969年10月14日（22歳） | 1      | FCスパルタク・モスクワ         |
| 19  | MF   | イゴール・レディアコフ       | Игорь Ледяхов        | 1968年5月22日（24歳）  | 7      | FCスパルタク・モスクワ         |
| 20  | DF   | アンドレイ・イワノフ         | Андрей Иванов        | 1967年4月6日（25歳）   | 3      | FCスパルタク・モスクワ         |